# Сапролит
Сапролит (от греч. σαπρος — гнилой) — кристаллическая порода, сильно разложенная естественным химическим выветриванием. Обычно мягкая и, находясь на месте первичного залегания реликтовых пород, сохраняет их структуру и текстуру. Кроме нетронутых, разложением реликтовых минералов, в основном содержит кварц и высокий процент каолинита и других глинообразующих минералов. Дальнейшее выветривание сапролита приводит к образованию латеритных почв.
Сапролит представляет собой химически выветрелую горную породу. Сапролиты формируются в нижних зонах почвенного профиля и представляют собой глубокое выветривание поверхности коренных пород. В большинстве обнажений его цвет обусловлен соединениями железа. Глубоко выветрелые профили широко распространены на континентальных массивах суши между 35° северной и 35° южной широты.
Условиями формирования глубоко выветрелых реголитов является достаточно плоский топографически рельеф, препятствующий эрозии и допускающий выщелачивание продуктов химического выветривания. Второе условие — длительные периоды тектонической стабильности; тектоническая активность и изменение климата могут вызвать эрозию. Третье условие — влажный тропический или умеренный климат.
Плохо выветренные водоносные горизонты из сапролитового песка способны давать подземные воды, часто подходящие для домашнего скота. Глубокое выветривание вызывает образование многих вторичных и гипергенных руд — бокситов, железных руд, сапролитного золота, гипергенной меди, урана и тяжелых минералов в остаточных скоплениях.

## Использование
Водоносные горизонты в Западная Австралия из сапролитовой крошки. Слабо выветрившиеся водоносные горизонты с сапролитовой крошкой способны производить грунтовые воды, часто пригодные для содержания домашнего скота. Урожайность зависит от текстуры материалов и их глубины, из которой происходит водоносный горизонт.
Распределения золото и карбонат кальция или же карбонаты кальция и магния тесно связаны и задокументированы в южных Йилгарн Кратон, Западная Австралия, в верхних слоях почвенного профиля на 1-2 м (от 3,3 до 6,6 футов) и на глубине до 5 м (16 футов). Золото-карбонатная ассоциация также проявляется в Кратон Голера, Южная Австралия. Обогащение супергенами происходит вблизи поверхности и включает циркуляцию воды, что приводит к окислению и химическому выветриванию.Глубокое выветривание вызывает образование многих вторичных и гипергенных руд - бокситов, железных руд, сапролитового золота, гипергенной меди, урана и тяжелых минералов в остаточных скоплениях.

## Формирование
Реголит из региона является продуктом своей долгой истории выветривания; выщелачивание и диспергирование преобладают на начальном этапе выветривания во влажных условиях. Сапролиты образуются в регионах с большим количеством осадков, что приводит к химическому выветриванию и характеризуется отчетливым разложением минералогии материнской породы.  Условия для образования глубоко выветрившегося реголита включают в себя рельеф умеренного рельефа, достаточно плоский, чтобы допускать выщелачивание продуктов химического выветривания. Второе условие - длительные периоды тектонической стабильности; тектоническая активность и изменение климата частично разрушают реголит. Скорость выветривания 20 м (66 футов) в миллион лет предполагает, что для развития глубоких реголитов требуется несколько миллионов лет. Третье условие - влажный тропический или умеренный климат; более высокие температуры позволяют реакциям протекать быстрее. Глубокое выветривание может происходить в более прохладном климате, но в течение более длительных периодов времени. 
Сульфиды - одни из самых нестабильных минералов во влажных окислительных средах; многие сульфиды кадмия, кобальта, меди, молибдена, никеля и цинка легко выщелачиваются на глубину профиля. Карбонаты хорошо растворимы, особенно в кислой среде; содержащиеся в них элементы - кальций, магний, марганец и стронций - сильно выщелачиваются.  Серпентиниты - окисленные и гидролизованные магматические породы с низким содержанием кремния, богатых железом и магнием оксидов - постепенно выветриваются через эту зону. Ферромагнезиальные минералы являются основными хозяевами никеля, кобальта, меди и цинка в бедных сульфидах основных и ультраосновных породах и удерживаются в профиле выше, чем металлы, содержащие сульфиды.  Они выщелачиваются из верхних горизонтов и осаждаются вторичными оксидами железа и марганца в среднем и нижнем сапролите.